# Pułk Konny pułkownika Glazenapa
Oddział Konny pułkownika Glazenapa (ros. Конный отряд полковника Глазенапа) – oddział wojskowy Armii Ochotniczej podczas wojny domowej w Rosji.
W grudniu 1917 r. do Nowoczerkaska przybył na czele części uderzeniowego pułku kawalerii płk Piotr W. Glazenap. 11–13 lutego 1918 r. w stanicy Oglinskaja został sformowany Pułk Konny pułkownika Glazenapa w wyniku reorganizacji Armii Ochotniczej po rozpoczęciu 1 Kubańskiego (Lodowego) Marszu. W jego skład weszły partyzanckie oddziały konne Kozaków dońskich. Liczył ok. 200 ludzi. Po dołączeniu do Armii Ochotniczej Oddziału Kubańskiego w połowie marca, Oddział Konny pułkownika Glazenapa wszedł w skład 2 Dywizjonu Kawalerii.